# Soñar no cuesta nada (álbum)
Soñar no cuesta nada é o primeiro álbum de estúdio de Isabella Castillo como cantora solo. As canções «Me enamoré» e «Alma en dos» também pertencem ao terceiro álbum da banda sonora da série Grachi.

## Faixas
| N.º | Título                 | Duração |  |
| 1.  | "Soñar no cuesta nada" | 2:52    |  |
| 2.  | "No me importa"        | 3:18    |  |
| 3.  | "Ven a mi casa"        | 3:09    |  |
| 4.  | "Alma en dos"          | 3:40    |  |
| 5.  | "Me enamoré"           | 3:42    |  |
| 6.  | "Te necesito badly"    | 3:17    |  |
| 7.  | "Pertenezco a ti"      | 2:53    |  |
| 8.  | "Lágrimas"             | 3:11    |  |
| 9.  | "El momento"           | 3:22    |  |
| 10. | "Esta canción"         | 3:26    |  |
| 11. | "Corazón de oro"       | 4:01    |  |

## Videoclipes
| Título               | Ano  | Diretor/pt          |
| -------------------- | ---- | ------------------- |
| Soñar no cuesta nada | 2013 | Rafael E. Rodríguez |
| Esta canción         | 2013 | Cecilia Atán        |

## Histórico de lançamento
| País           | Fecha de lançamento | Gravadora    |
| -------------- | ------------------- | ------------ |
| América Latina | 23 de abril de 2013 | Warner Music |
| Brasil         | 3 de junho de 2013  | Warner Music |